# Michael Jackson and Bubbles
Michael Jackson and Bubbles è il nome di tre sculture in porcellana di Jeff Koons realizzate nel 1988.
Esse misurano 106,7 cm di altezza per una base che occupa una superficie pari a 179,1 x 82,6 cm e raffigurano la popstar Michael Jackson mentre tiene fra le braccia il suo scimpanzé domestico Bubbles. Le tre sculture sono le più note della serie di opere kitsch Banality.

## Descrizione
La scultura in porcellana a grandezza naturale raffigura il cantautore americano Michael Jackson che si appoggia su un letto di fiori. In grembo tiene il suo scimpanzé addomesticato Bubbles che stringe un panno bianco. Jackson e il suo animale domestico formano un'unità ottica, indossano entrambi una divisa militare e sono colorati di bianco e oro in modo omogeneo. La scultura è stata sistemata in una composizione triangolare e multi-prospettica.

## Storia
Bubbles era l'animale domestico di Jackson e venne acquistato dall'artista in una struttura di ricerca del Texas nel 1985. È stato affermato dai media che fosse l'amico migliore e fedele di Jackson e che avesse tenuto compagnia all'artista anche durante le sue tournée. Al momento della creazione della scultura, Jackson era già diventato un artista di fama mondiale. Dopo aver raggiunto un record di vendite con il suo album Bad (1987), era al culmine della sua carriera.
Jeff Koons realizzò tre copie di Michael Jackson and Bubbles prendendo a riferimento una fotografia pubblicitaria di Jackson e del suo animale. Il 15 maggio 2001, una delle tre copie è stata acquisita dalla Broad Art Foundation tramite Sotheby's al prezzo record di 5,6 milioni di dollari ed è oggi esposta al Broad di Los Angeles. Le altre due copie sono nell'Astrup Fearnley Museum of Modern Art di Oslo e nel Museum of Modern Art di San Francisco.

## Interpretazioni
Jeff Koons ha dichiarato che le sue opere d'arte dovrebbero raggiungere il pubblico più vasto possibile. A questo scopo ha cercato ispirazione nei media di intrattenimento, nella cultura pop e nell'arte cristiana. La raffigurazione di una persona di grande influenza mediatica come Michael Jackson avrebbe potuto aiutarlo a raggiungere questo obiettivo. Negli anni '80, caratterizzati da una nuova cultura dei consumatori e dei media, Jackson ha goduto di un enorme successo grafico ed è divenuto un'icona pop. Koons ha enfatizzato il modo in cui l'icona del re del pop è simile a quella delle icone cristiane. L'artista ha detto una volta sulla scultura:
Koons ha dichiarato di essersi ispirato dalla composizione triangolare della Pietà di Michelangelo e dall'arte barocca. Inoltre, la scelta di adottare la porcellana vuole ricordare le figure cattoliche e di santi prodotte in serie e che sono solitamente rivestite in foglia oro. Tali espedienti servono a Koons per rendere Michael Jackson and Bubbles un oggetto kitsch che attrae contemporaneamente un vasto pubblico e il mercato dell'arte. Koons ha affermato di voler rappresentare Jackson come una nuova figura redentrice che consente alle persone di scoprire la propria mitologia culturale.

Riferendosi alle sculture su Jackson così come più in generale alle opere della serie Banality, Koons ha dichiarato:
Anche Michael Jackson e Bubbles sono stati letti come simbolo del desiderio umano di auto-scoperta. Jackson dimostrò pubblicamente la sua personalità infantile e cercò di reinventarsi attraverso la chirurgia plastica. Koons era affascinato dalle auto-trasformazioni di Jackson e dal modo in cui il cantante giocava con le immagini come faceva anche con Bubbles.

## Accoglienza
Michael Jackson and Bubbles viene considerata una delle sculture più rappresentative della serie Banality e uno dei capolavori dell'artista americano. Tuttavia le tre opere non sono state esenti da giudizi controversi. Il regista John Waters ha reputato l'opera il pezzo più "spaventoso" dell'artista statunitense, mentre i fan del cantante, oltre a lamentare la scelta di aver adottato la porcellana, che avrebbe reso troppo chiara la pelle del cantante, hanno sostenuto che i tratti del suo viso fossero troppo femminei e sensuali a causa delle linee degli occhi marcate e delle labbra rosse. Jonathan Jones del Guardian ha dichiarato: 